# Matthias-Claudius-Kirche (Hamburg-Rahlstedt)

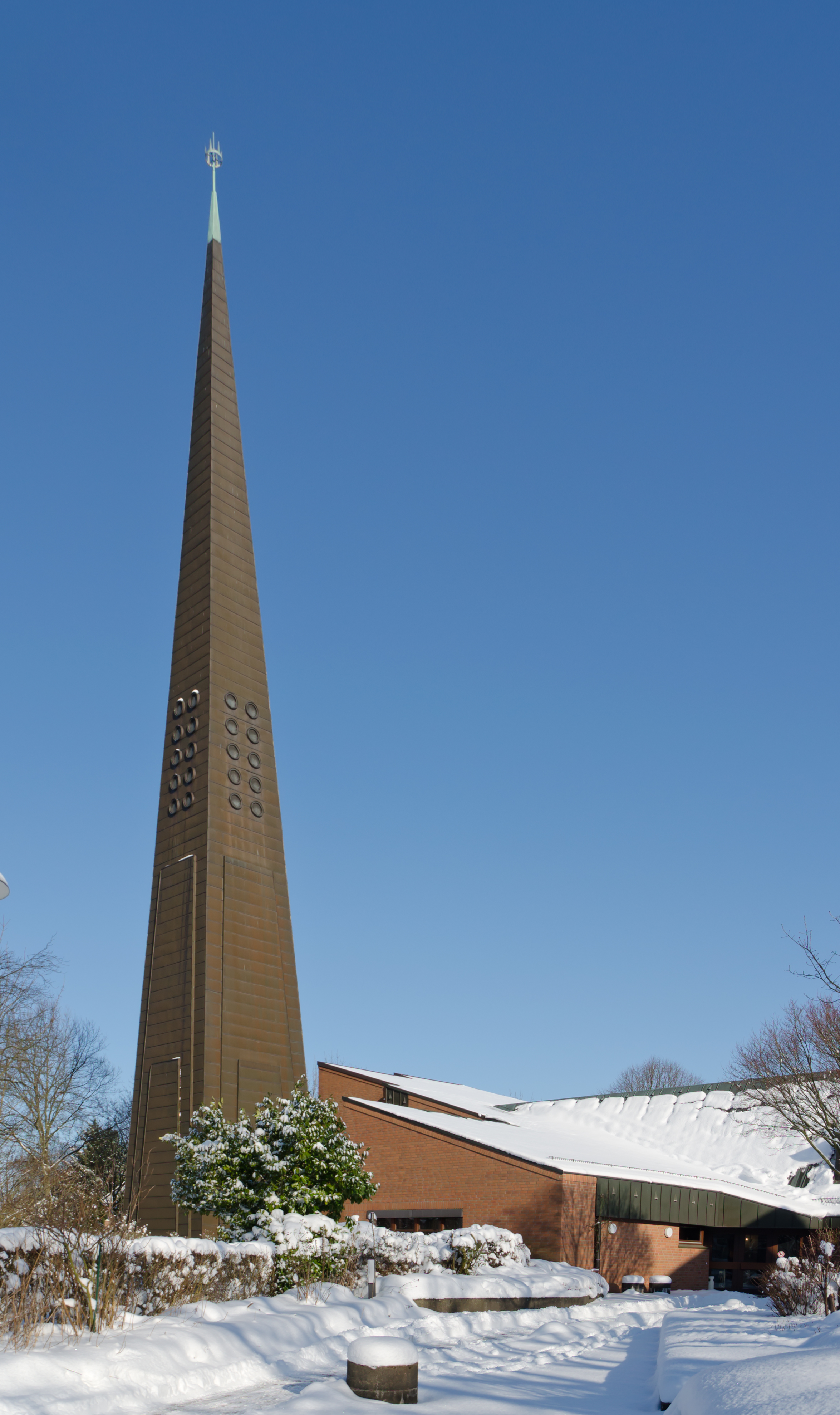
Ansicht von Süden

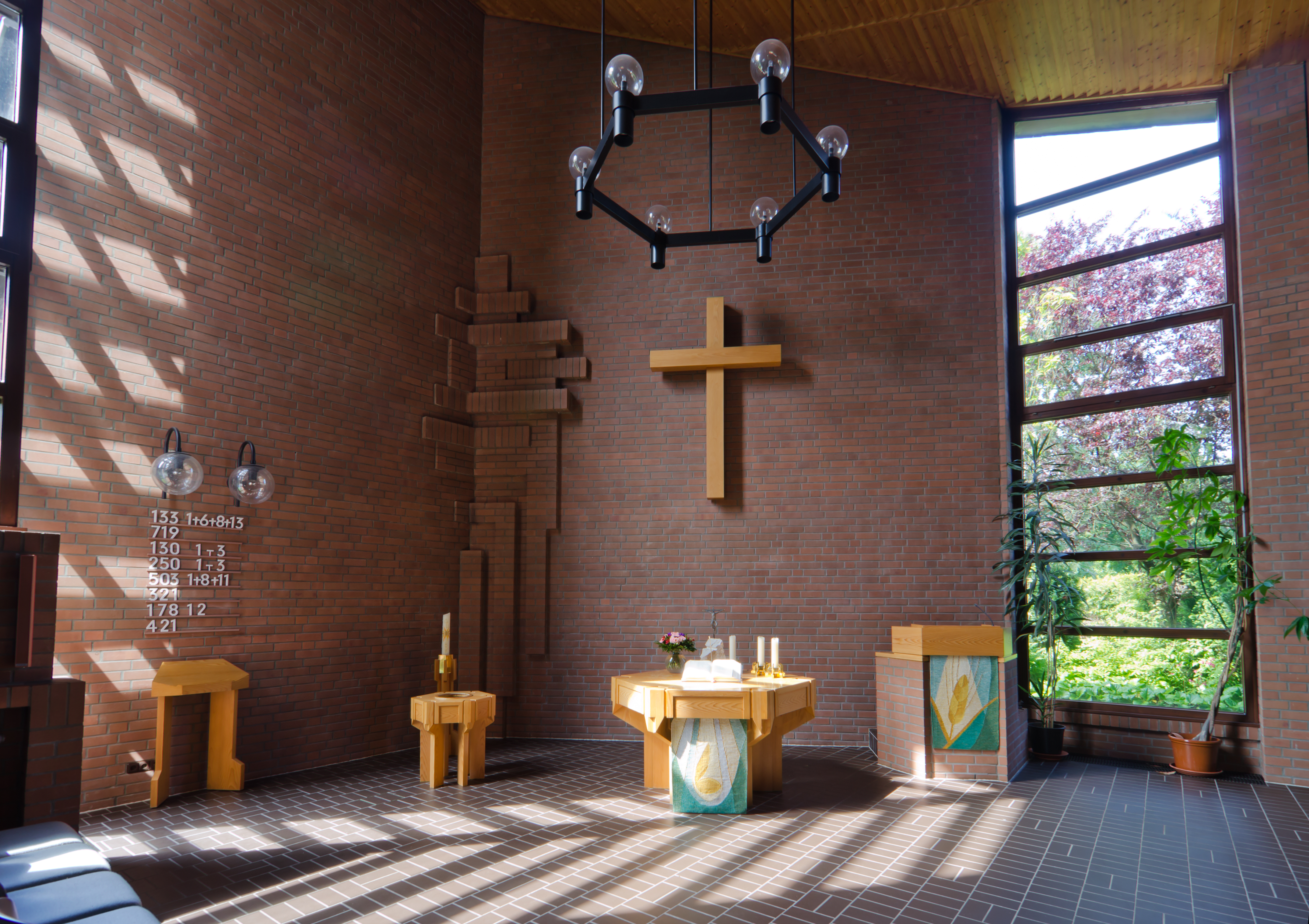
Innenraum, Blick zum Altar

Die Matthias-Claudius-Kirche ist eine evangelisch-lutherische Kirche im Ortsteil Oldenfelde des Hamburger Stadtteils Rahlstedt. Sie liegt an der Wolliner Straße und ist eine von vier Kirchen der Kirchengemeinde Meiendorf-Oldenfelde.

## Bau der Kirche
Seit 1953 gab es in der Wolliner Straße 58 einen Gemeindesaal, der als erster Bau von der neuen Gemeinde genutzt wurde. Die Aktivitäten zur Errichtung eines vollständigen Gemeindezentrums einschließlich Pastorat und Kirche verlagerten sich bald auf das heute genutzte Grundstück Wolliner Straße 98. Dort entstand bereits 1957 das Pastorat und dort gründete sich auch am 20. Februar 1959 die evangelische Kirchengemeinde in Oldenfelde.
In einem ersten Bauabschnitt errichtete man 1964 das Gemeindehaus sowie den freistehenden Turm. Die von den Architekten Ursula und Klaus Löwe entworfene Kirche selber folgte erst 1988 in einem zweiten Bauabschnitt. Seit 1990 steht in der Grünanlage neben der Kirche eine vom Bildhauer Bernd Stöcker geschaffene Bronzestatue des Dichters Matthias Claudius.
1974 wurde die Kirchengemeinde Oldenfelde in Matthias-Claudius-Kirchengemeinde umbenannt. 2001 fusionierte sie mit der Gemeinde der Dietrich-Bonhoeffer-Kirche zur Kirchgemeinde Rahlstedt-Oldenfelde. 2009 kam es zu einer weiteren Fusion mit der Kirchgemeinde Meiendorf. Der Name der Gemeinde lautet seitdem Kirchgemeinde Meiendorf-Oldenfelde.

## Ausstattung
Der Innenraum ist von der Form des Daches bestimmt, und einheitlich in Backstein und hellem Holz ausgeführt. Hohe Fenster stellen eine gute Beleuchtung sicher. Taufbecken, Wandkreuz, Altar und die Altarleuchter sind passend zum Raum schlicht aus Holz gefertigt. Die Kanzel ist teilweise aus Backstein gemauert.
Das kleine Kruzifix auf dem Altar und die Kirchenmaus an der Seite der gemauerten Kanzel stammen ebenfalls von Bernd Stöcker.

## Orgel

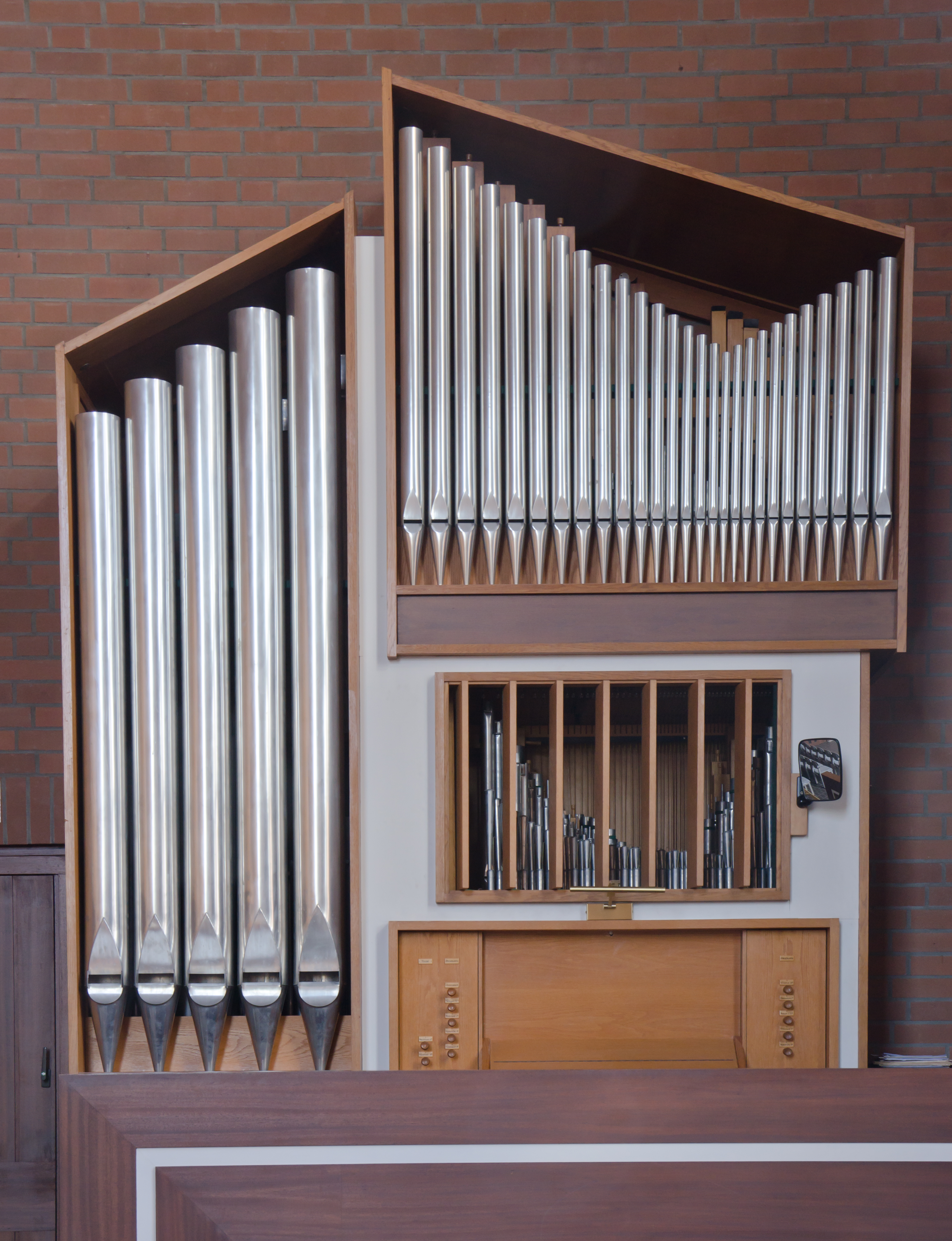
Orgelprospekt

Die Kirche verfügt seit 1975 über eine Orgel aus der Werkstatt von Hermann Eule. Ihre Disposition lautet:
| I Hauptwerk C– |            |       |
| 1.             | Rohrflöte  | 8′    |
| 2.             | Prinzipal  | 4′    |
| 3.             | Nasat      | 2 ⁄3′ |
| 4.             | Gemshorn   | 2′    |
| 5.             | Mixtur III | 1 ⁄3′ |

| II Brustwerk (schwellbar) C– |           |    |
| 6.                           | Gedackt   | 8′ |
| 7.                           | Rohrflöte | 4′ |
| 8.                           | Prinzipal | 2′ |
| 9.                           | Regal     | 8′ |
|                              | Tremulant |    |

| Pedal C– |           |     |
| 10.      | Subbaß    | 16′ |
| 11.      | Nachthorn | 4′  |

- 3 Normalkoppeln: II/I, I/P, II/P

## Fotografien und Karte
Koordinaten: 53° 36′ 31,8″ N, 10° 8′ 25,5″ O

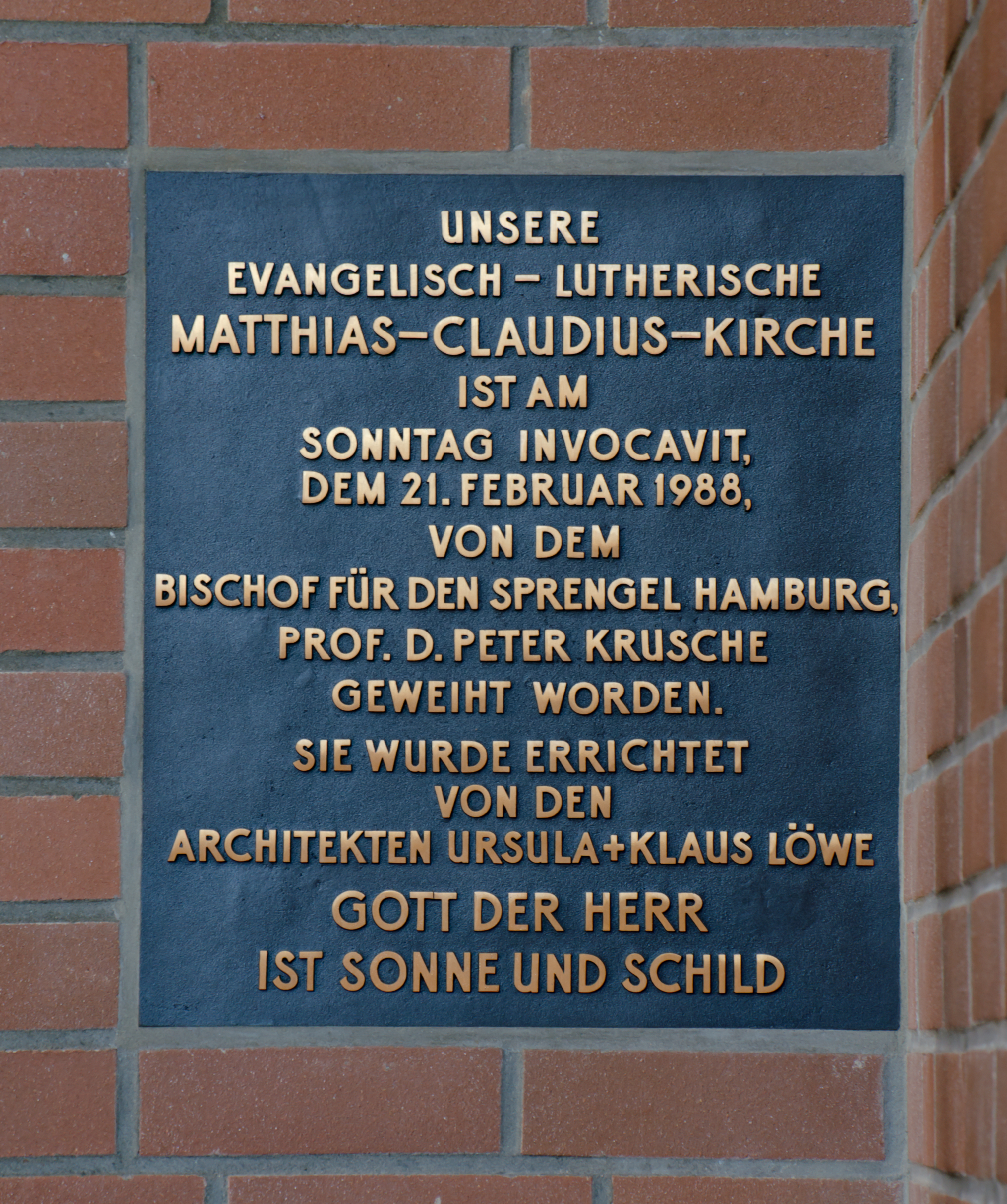
Erinnerungstafel
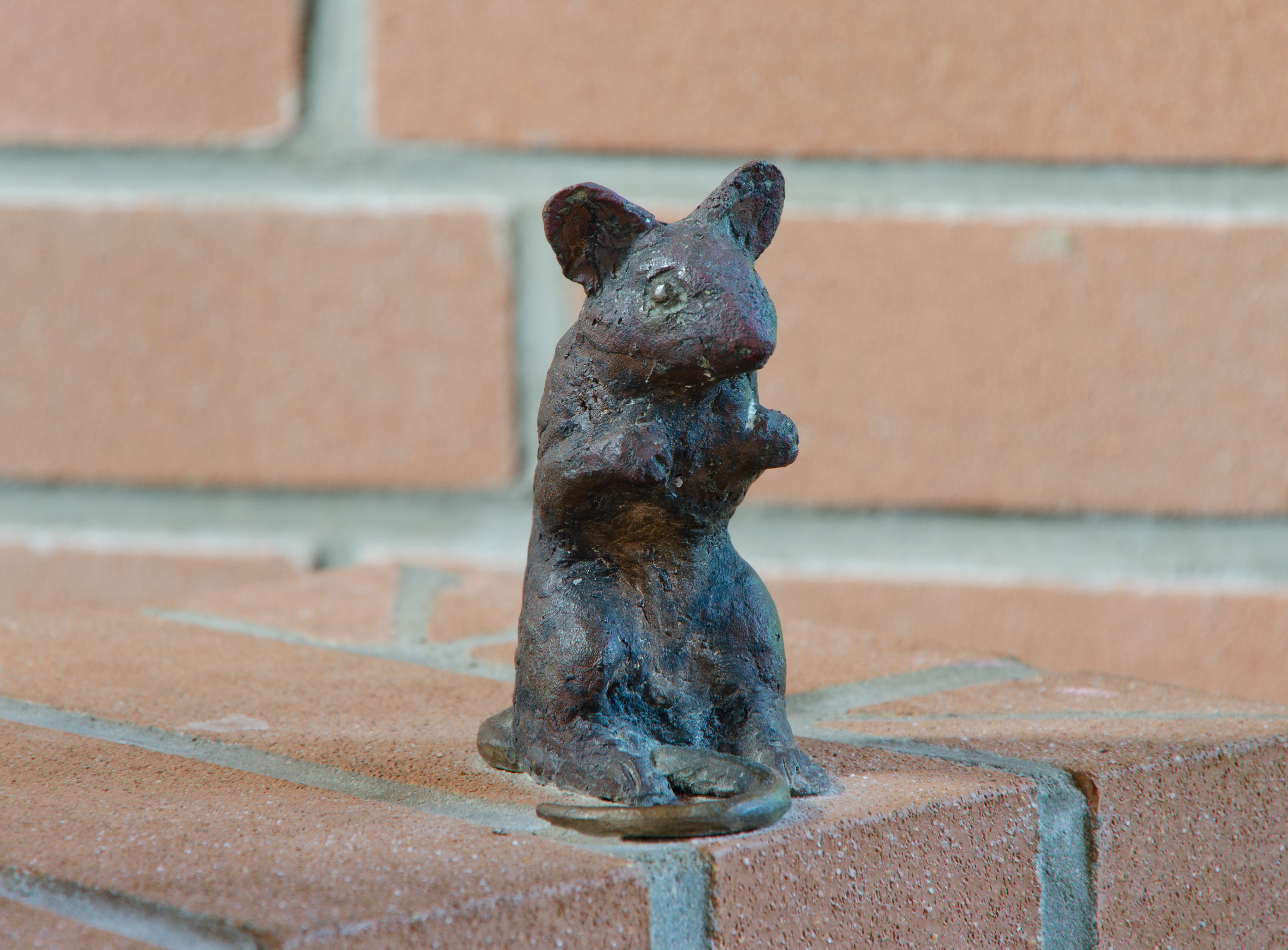
Kirchenmaus von Stöcker
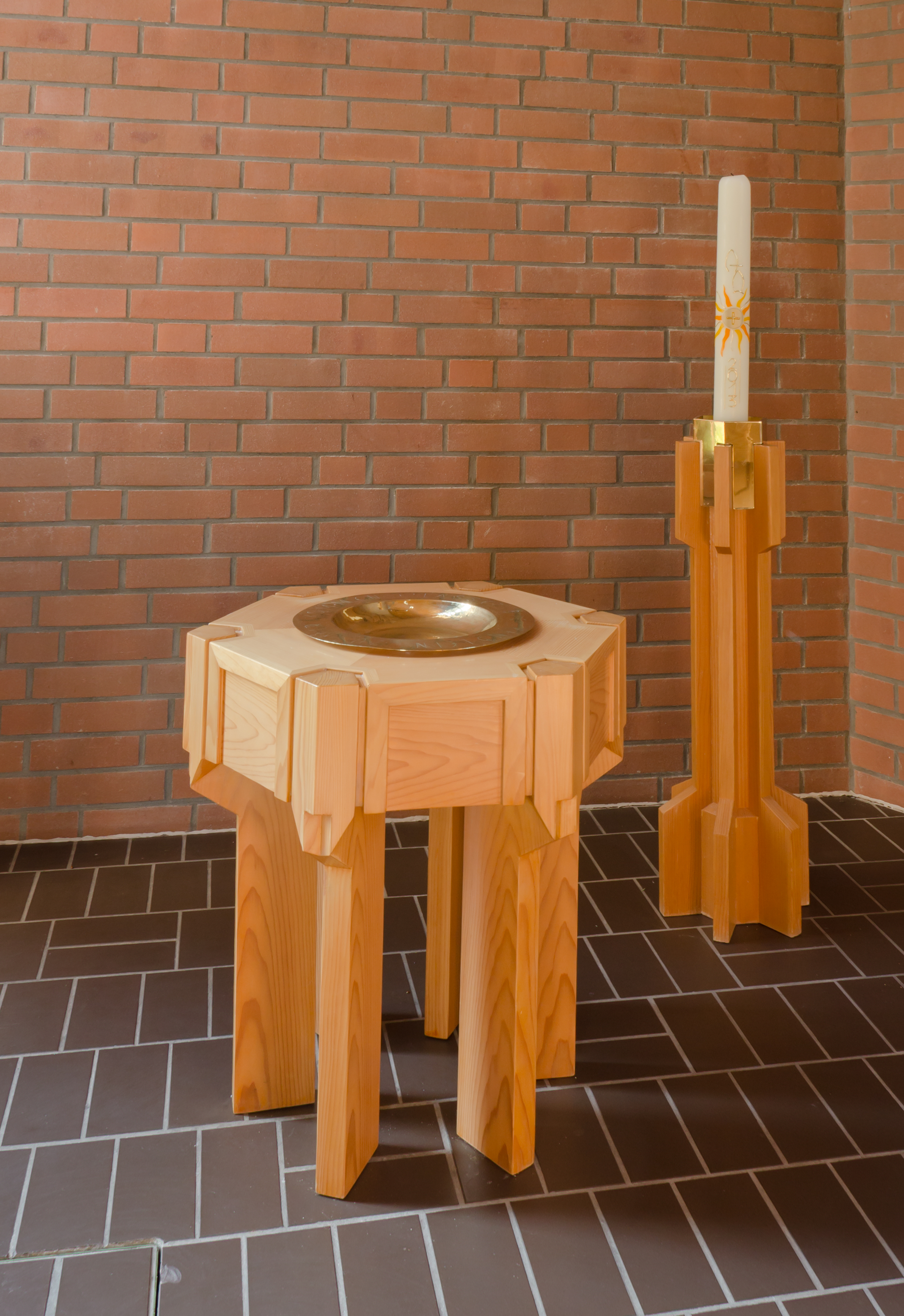
Taufe und Kerzenständer
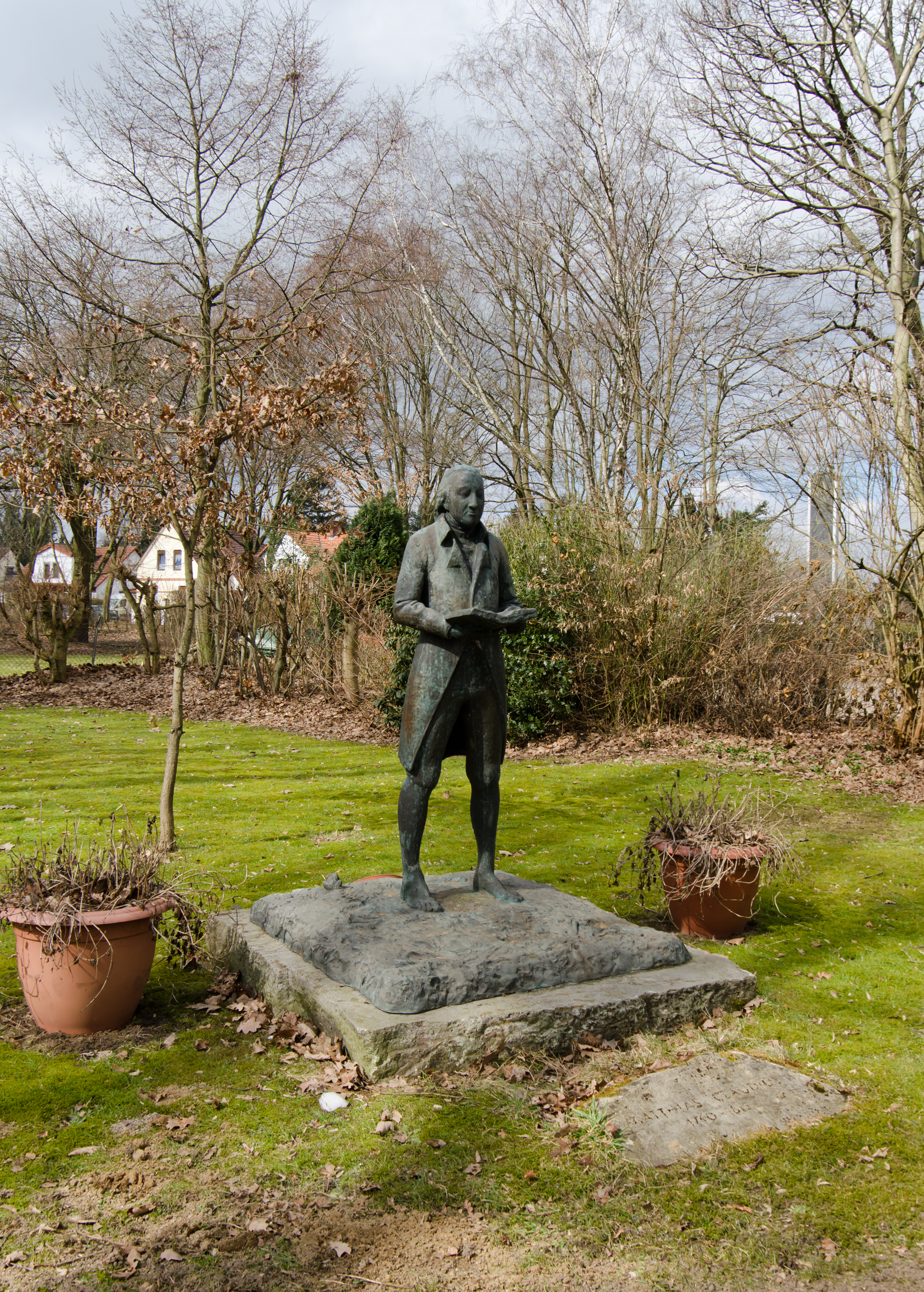
Matthias Claudius Denkmal